# Takifugu xanthopterus
Takifugu xanthopterus é uma espécie de peixe da família Tetraodontidae.
Pode ser encontrada em Hong Kong, Japão e em Taiwan.